# Grzegorz Hołub
Grzegorz Hołub (ur. 1969 w Żarach) – polski duchowny rzymskokatolicki, doktor habilitowany nauk humanistycznych, profesor filozofii na Uniwersytecie Papieskim Jana Pawła II w Krakowie (Wydział Filozoficzny), wykładowca w seminariach duchownych w Krakowie.

## Życiorys
Święcenia kapłańskie przyjął w 1999; od roku 2014 w Archidiecezji Krakowskiej. Pracę doktorską pod tytułem „Koncepcja bioetyki Hugo Tristrama Engelhardta” obronił w 2004 roku. Od 2004 roku zatrudniony na Wydziale Filozoficznym PAT (od 2009 roku Uniwersytet Papieski Jana Pawła II), od początku związany z Międzywydziałowym Instytutem Bioetyki na tejże uczelni. W 2007 otrzymał stanowisko adiunkta. W 2011 roku obronił pracę habilitacyjną, na podstawie dorobku naukowego, a szczególnie w oparciu o monografię „Problem osoby we współczesnych debatach bioetycznych”. W 2015 otrzymał stanowisko profesora nadzwyczajnego, a w roku 2021 uzyskał tytuł profesora (tzw. profesura belwederska). Od 2012 roku jest redaktorem czasopisma filozoficznego „Logos i Ethos”. Jest odpowiedzialny za krytyczną edycję dzieł Karola Wojtyły (w sekcji: pisma filozoficzne), prowadzoną przez Instytut Dialogu Międzykulturowego im. Jana Pawła II w Krakowie. Na Wydziale Filozoficzny UPJPII jest kierownikiem katedry Karola Wojtyły. Od 2020 roku jest dyrektorem Międzywydziałowego Instytutu Bioetyki na UPJPII.
W swojej pracy badawczej zajmuje się takimi zagadnieniami, jak metodologia bioetyki, bioetyka szczegółowa, zagadnienia antropologiczne w bioetyce, etyka środowiskowa, filozofia osoby ludzkiej, transhumanizm i ulepszanie człowieka, filozofia Karola Wojtyły. Uważa się za personalistę i personalizm fenomenologiczno-ontologiczny uważa za swoje stanowisko filozoficzne. Jest autorem ponad 100 artykułów w języku polskim i angielskim.